# 김기범 (1994년생 배우)
김기범(1994년 2월 7일 ~)은 대한민국의 배우이다.

## 학력
- 서울예술대학교 연기과 전문학사 (졸업)

## 드라마
- 2021년 KBS2 빨강 구두
- 2021년 SBS 라켓소년단
- 2021년 웹드라마 좋아하면 울리는
- 2021년 KBS2 오! 삼광빌라
- 2020년 JTBC 이태원 클라쓰